# Fallet Jesus
Fallet Jesus: fakta och indicier: en reporters personliga granskning (engelsk originaltitel The Case for Christ) är en bok från 1998 av Lee Strobel som undersöker trovärdigheten av att Jesus verkligen gjorde det som Bibeln säger att han gjorde och var den Bibeln säger att han var genom att intervjua ledande forskare inom olika områden som arkeologi, medicin och textkritik. De forskare som intervjuas är Craig Blomberg, Bruce Metzger, Edwin Yamauchi, John McRay, Gregory Boyd, Ben Witherington III, Gary Collins, D.A. Carson, Louis Lapides, Alexander Metherell, William Lane Craig, Gary Habermas och J. P. Moreland. 
Boken utgavs i USA av Zondervan och på svenska av Libris.
Boken har kritiserats av Earl Doherty i dennes bok Challenging the Verdict.